# Targhe d'immatricolazione del Liechtenstein

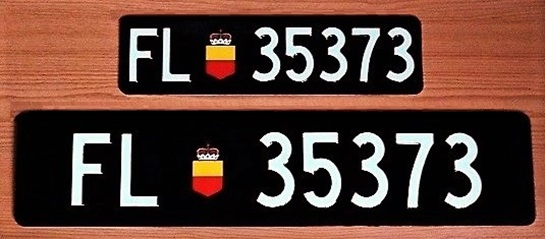
Targhe standard anteriore (in alto) e posteriore (in basso)

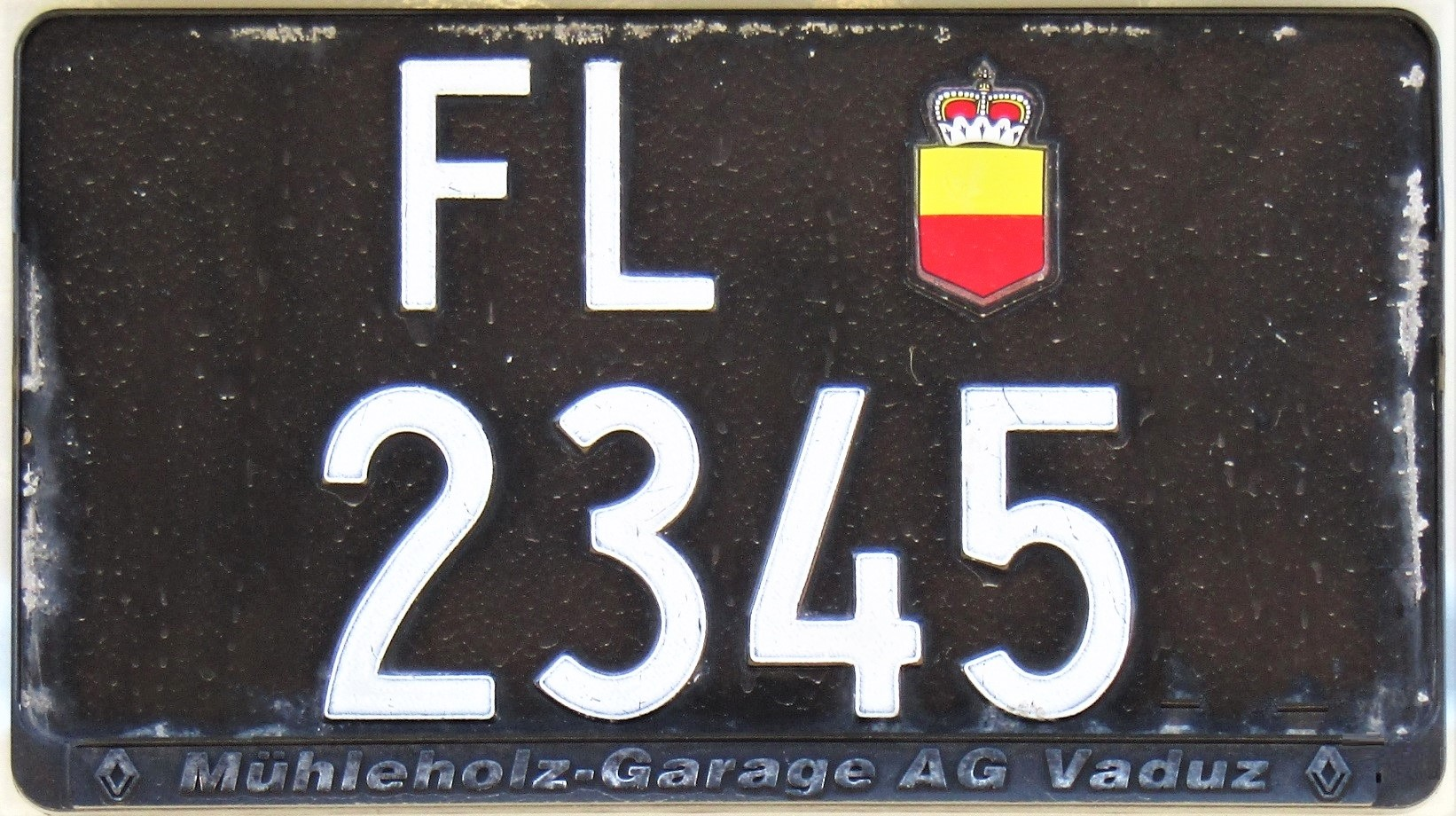
Targa posteriore su due linee di un autoveicolo

Le targhe d'immatricolazione del Liechtenstein vengono utilizzate per identificare i veicoli immatricolati nel Principato.

## Evoluzione storica e dimensioni

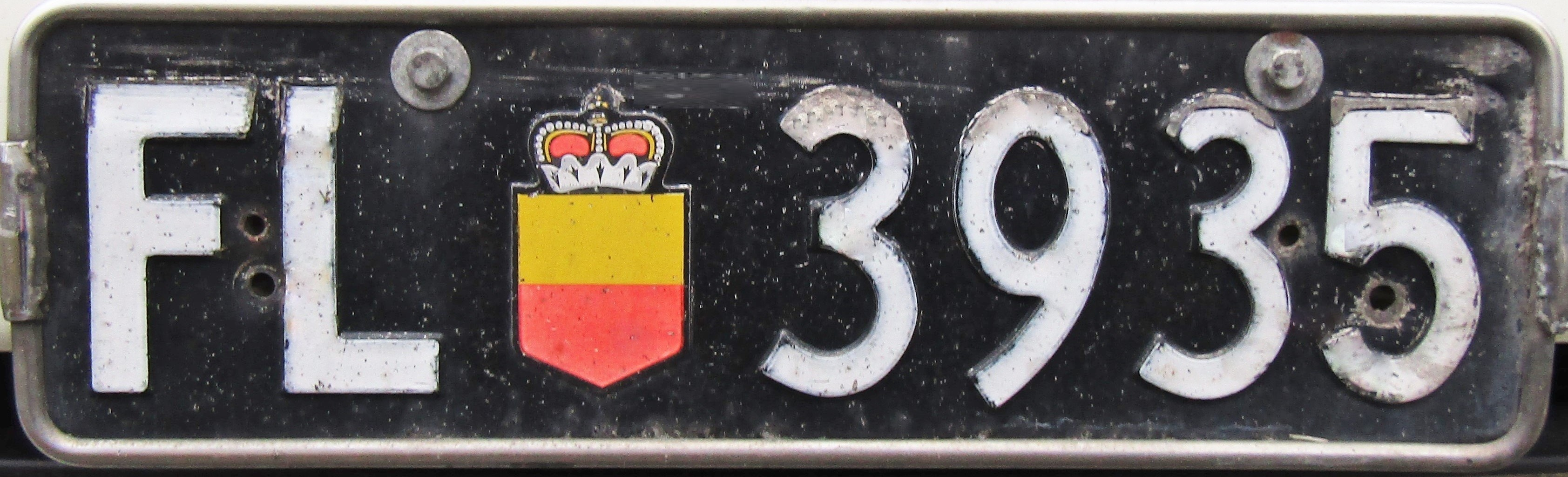
Formato emesso negli anni 1957–1972

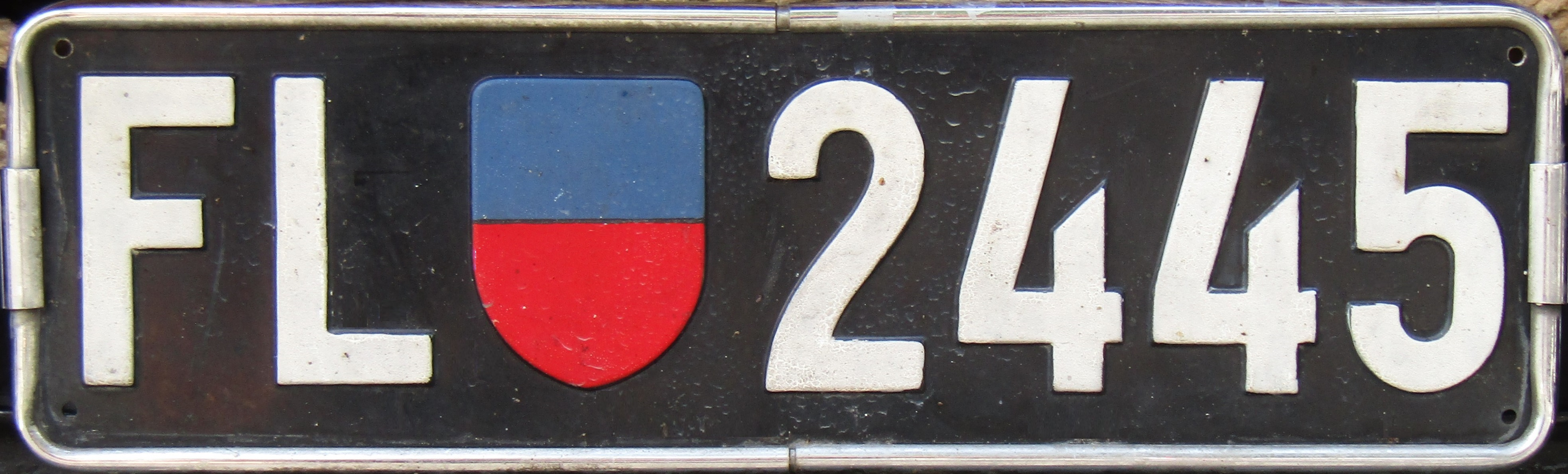
Design in uso dal 1920 al 1957

Le targhe di questo microstato sono in alluminio e hanno sempre avuto (fin dal 1916, anno a cui risalgono le prime immatricolazioni) lettere e cifre bianche su fondo nero. Dal 1972 adottano lo stesso formato e font di quelle elvetiche: sono infatti stampate nella confinante Svizzera. 
Le lettere FL (iniziali di Fürstentum Liechtenstein, ossia Principato del Liechtenstein) della sigla automobilistica internazionale sono seguite dai colori dello scudetto del casato (dorato e rosso sormontato da una corona dal 1957 al 1972, blu e rosso come la bandiera dal 1920 al 1957) e da un numero di cifre variabile da una a cinque. 
Le targhe posteriori standard misurano 500 × 110 mm, quelle su due righe 300 × 160 mm, quelle anteriori 300 × 80. Le targhe d'immatricolazione dei motocicli e dei quadricicli misurano 180 × 140 mm; quelle su tre righe dei ciclomotori e delle biciclette a pedalata assistita 100 × 140 mm.
Il Liechtenstein è l'unico Paese europeo le cui targhe standard hanno ancora le scritte bianche su fondo nero (il sistema tuttora utilizzato venne introdotto nel 1920). Ogni anno vengono immatricolati circa 2000 veicoli.

### Particolarità delle targhe del Liechtenstein
Come avviene in altri Paesi, le targhe sono assegnate al proprietario del veicolo e non al veicolo. Se il proprietario cambia veicolo, la stessa targa verrà montata sulla nuova auto o moto; se invece decide di non immatricolare un nuovo veicolo, deve restituire la targa all'Ufficio della circolazione stradale (Amt für Strassenverkehr). 
Su richiesta possono essere rilasciate targhe trasferibili per un massimo di due automezzi.

## Numerazione

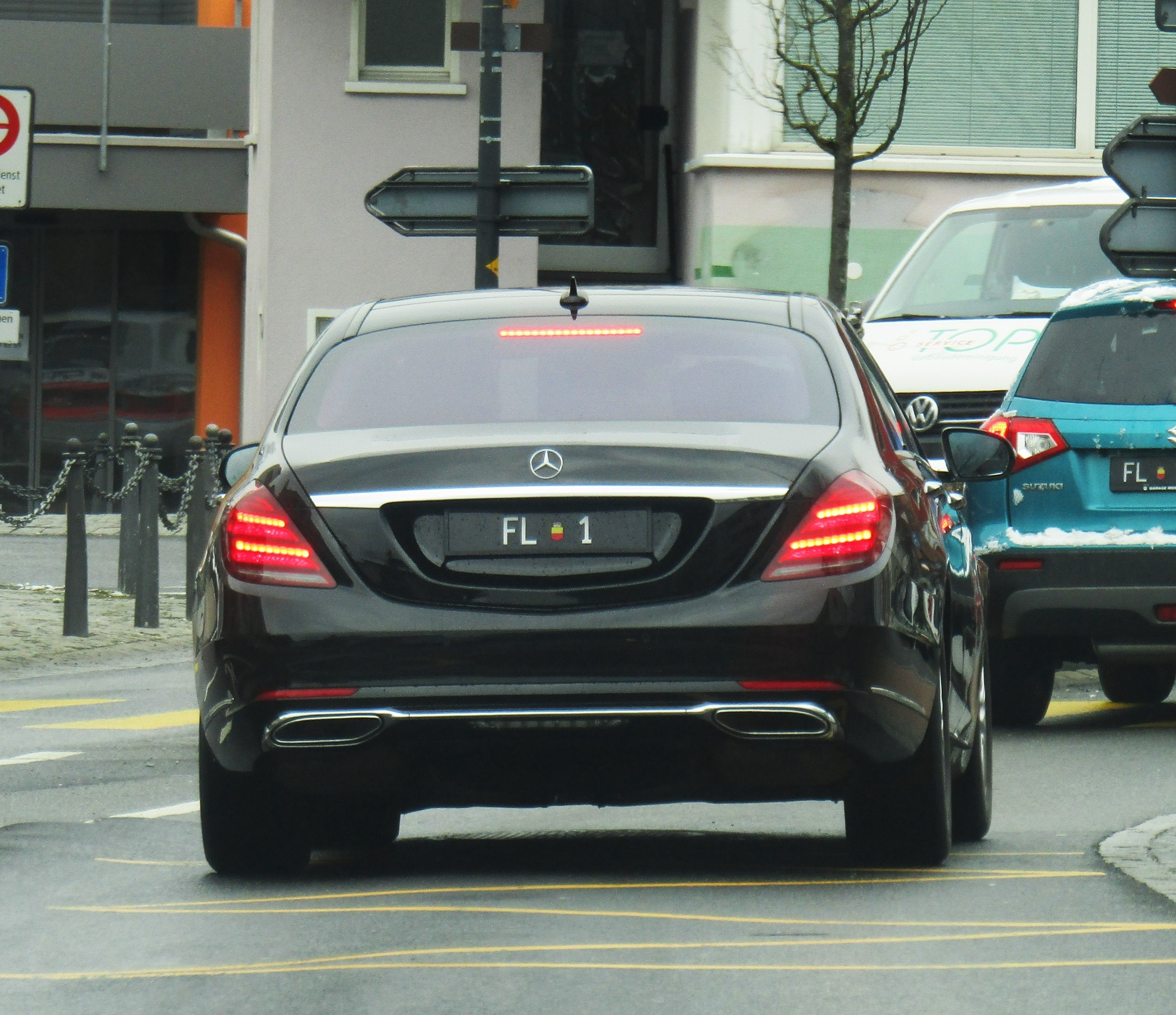
La vettura ufficiale del Principe, con numerazione "FL 1"

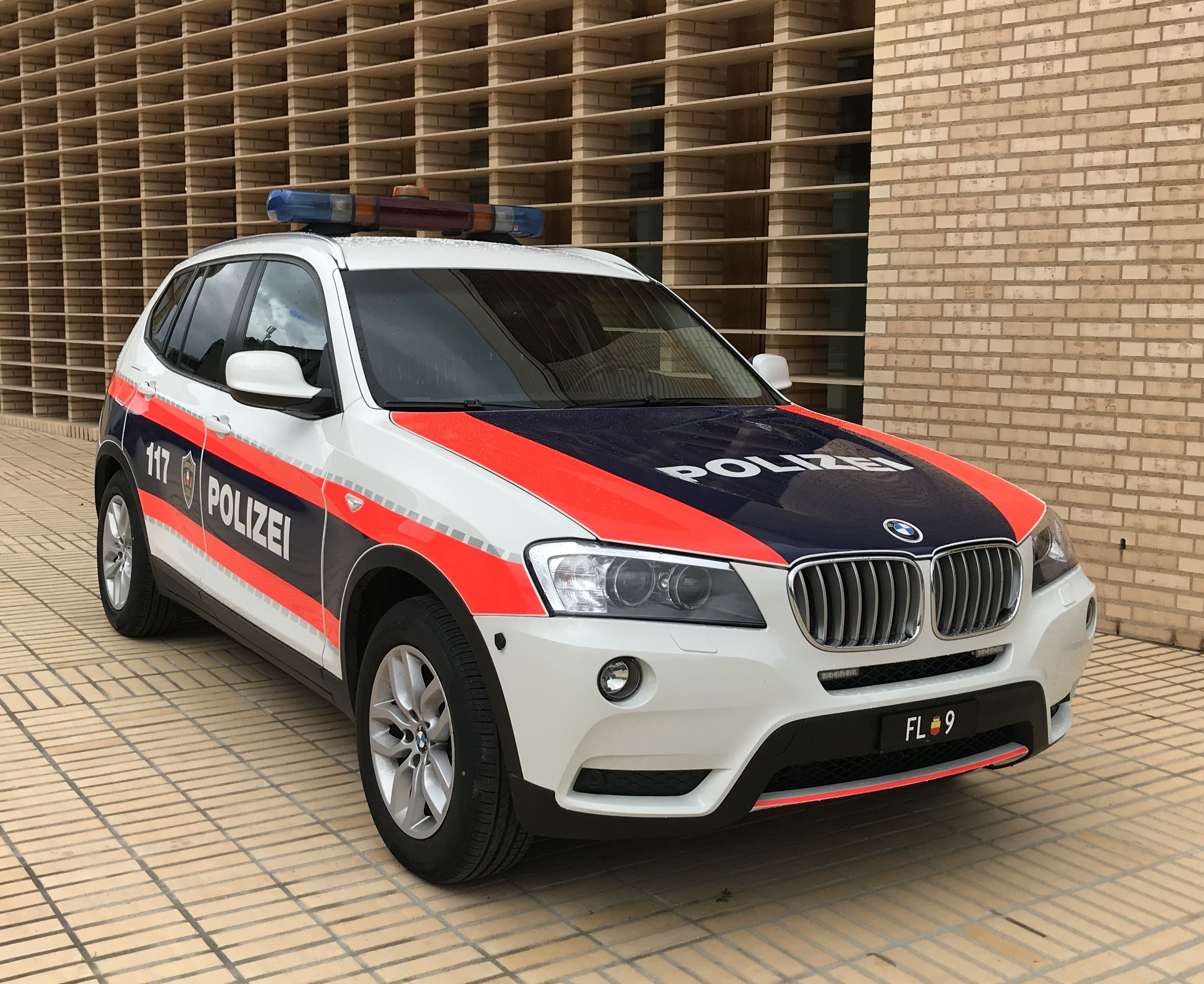
La numerazione "FL 9" sulla targa anteriore di un veicolo di emergenza della Polizia di Stato

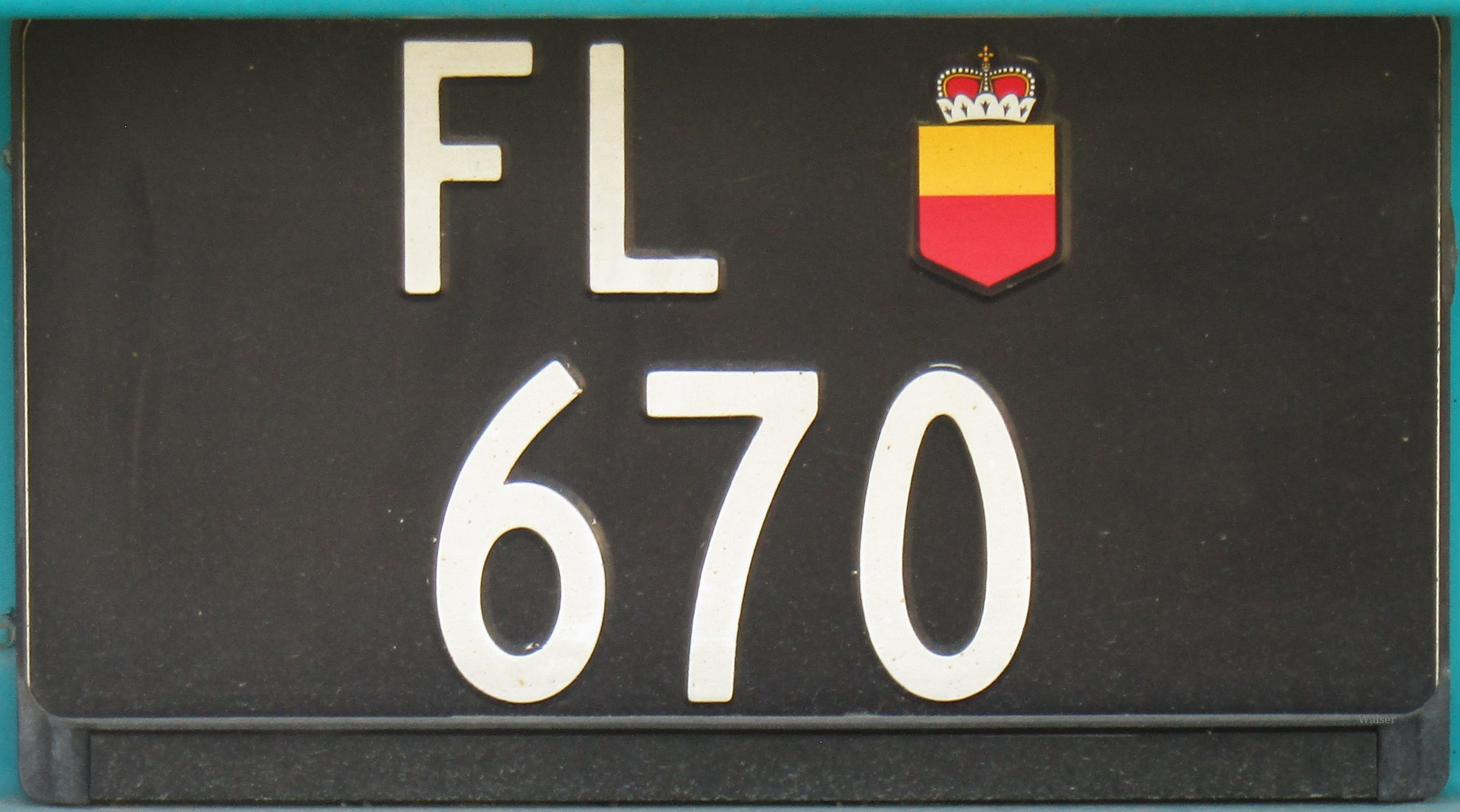
Targa di un rimorchio

- Le targhe FL 1–4, 6, 8 e 10 sono riservate alle vetture della famiglia del Principe.
- La combinazione FL 5 e a volte FL 6, in occasioni ufficiali (es.: visite di Stato, viaggi governativi all'estero), vengono assegnate ai veicoli del Governo o alla limousine del Primo Ministro. Nelle altre occasioni queste autovetture vengono immatricolate con targhe ordinarie, la cui numerazione è composta da quattro cifre.
- Le targhe FL 7, 9 e 11–20 sono apposte sui veicoli di emergenza contrassegnati dalla Polizia di Stato.
- FL 21–6999 (su due righe): motocicli, scooter, tricicli a motore, quadricicli, veicoli elettrici di prossimità urbana.
- FL 21–2000: macchine agricole, veicoli pubblici da lavoro.
- FL 21–5000: veicoli eccezionali.
- FL 101–300: serie per autovetture, autocarri e rimorchi riservata ai concessionari.
- FL 301–1799, 1900–1999: rimorchi pesanti e leggeri (roulotte e carrelli appendice per autoveicoli).
- FL 1800–1899: targhe temporanee per motoveicoli.
- FL 2000–6999: autovetture e autocarri.
- FL 7000–7999 (su due righe): motocicli leggeri e scooter per la mobilità.
- FL 8000–40199: autovetture e autocarri.
- FL 40200–40260: vd. infra.
- FL 40261–41440: serie per autovetture e autocarri dal 2022 al 2023.
- FL 41441–41449: vd. infra.
- FL 41450–49999: serie iniziata nel 2024 per autovetture e autocarri.
- FL 50000–50299: numeri riservati alle cosiddette "immatricolazioni giornaliere" di autoveicoli, motoveicoli e rimorchi.
- FL 50300–59999: blocco numerico la cui destinazione d'uso non è ancora stata assegnata.
- FL 60000–60099: carrelli appendice per motoveicoli.
- FL 60100–65099: blocco numerico la cui destinazione d'uso non è ancora stata assegnata.
- FL 65100–68099: seconda serie di targhe per rimorchi pesanti e leggeri.
- FL 68100–70000: serie iniziata nel 2024 per rimorchi.
- FL 70001–89999: blocco numerico la cui destinazione d'uso non è ancora stata assegnata.
- FL 90000–92999: targhe provvisorie per periodi lunghi assegnate ad autoveicoli.
- FL 93000–94999: blocco numerico la cui destinazione d'uso non è ancora stata assegnata.
- FL 95000–95099: targhe provvisorie per periodi lunghi assegnate a rimorchi.
- FL 95100–99999: blocco numerico la cui destinazione d'uso non è ancora stata assegnata.
- Numerazione distinta progressiva e distribuita su due righe, del tipo: 80 / 123[2]: ciclomotori e biciclette a pedalata assistita.

### Numerazioni speciali

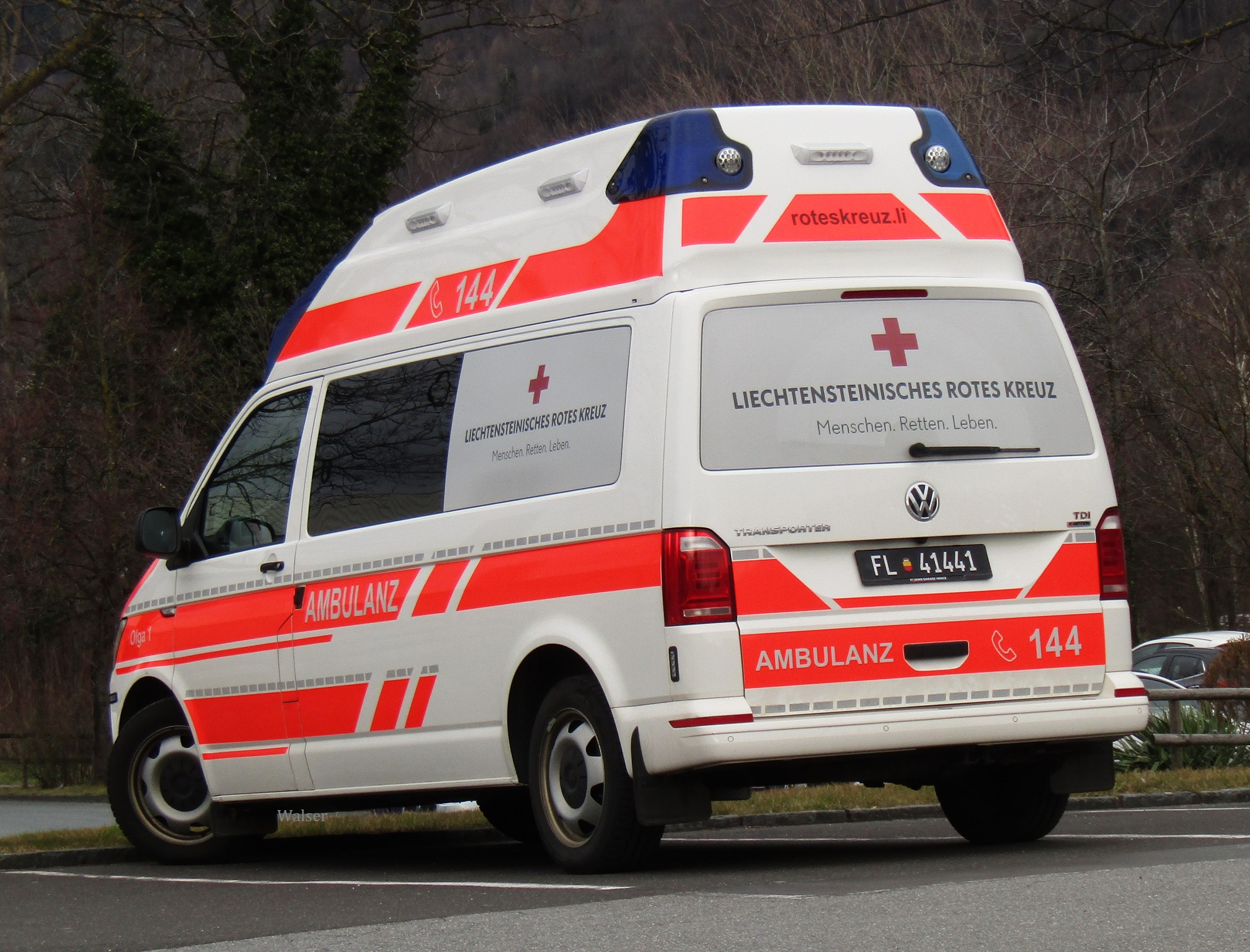
Targa posteriore di un'ambulanza, con le cifre "144" (corrispondenti al numero telefonico di emergenza) tra la prima e l'ultima della numerazione

|  | FL 40200–40260 = mezzi dell'azienda di trasporto pubblico Liechtenstein Bus, veicoli del servizio postale nazionale. |

|  | FL 41441–41449 = veicoli in dotazione alla Croce Rossa del Liechtenstein. |

|  | Le targhe souvenir sono prodotte con la numerazione fissa FL 00000. Materiale, colori e formato corrispondono a quelli delle targhe ordinarie. Il loro prezzo ammonta a 25 franchi svizzeri se comprate singolarmente, a 40 nel caso se ne acquistassero due. Sono reperibili presso l'Ufficio della circolazione stradale. |

### Numerazioni desiderate
È possibile prenotare una numerazione "desiderata" presso l'Ufficio della circolazione stradale del Principato (con sede a Vaduz), a condizione che la combinazione di cifre richiesta non rientri tra quelle riservate alle alte cariche dello Stato o agli automezzi di emergenza o del trasporto pubblico o non sia già stata assegnata a un altro proprietario. Le prenotazioni delle targhe sono possibili solo all'interno degli attuali blocchi numerici disponibili, a seconda della categoria del veicolo. Il costo di un numero di targa preferenziale ammonta a CHF 500.

## Varianti del formato standard

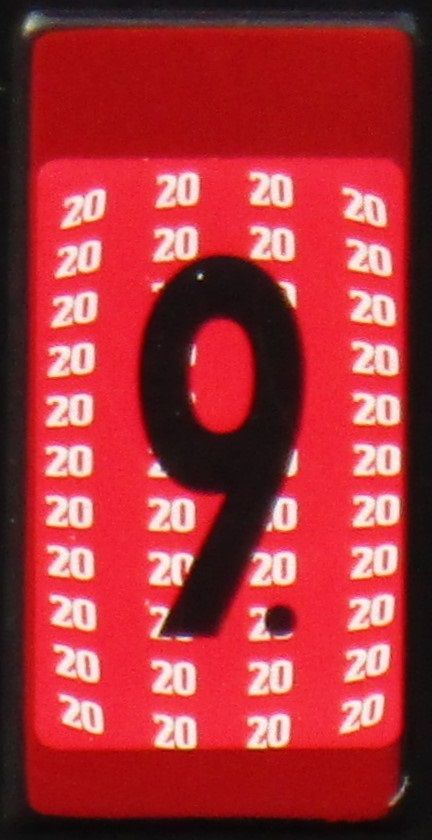
La tabella incollata sulle targhe provvisorie, con il numero del mese (nero) sovrapposto alle ultime due cifre (bianche, piccole e ripetute 44 volte) dell'anno di validità

|  | Motocicli, scooter, tricicli motorizzati, quadricicli, veicoli elettrici di prossimità urbana. Bianco su nero. Le lettere "FL" (delle stesse dimensioni delle cifre) e lo stemma nazionale occupano la riga superiore; su quella inferiore si trova un numero di quattro cifre. |

|  | Motocicli leggeri con velocità massima 45 km/h e scooter per la mobilità. Nero su giallo. Le lettere "FL" (delle stesse dimensioni delle cifre) e lo stemma nazionale sono impressi sulla riga superiore; su quella inferiore si trova un numero di quattro cifre. |

|  | Ciclomotori con velocità massima 30 km/h e bici elettriche. Nero su giallo ocra. I caratteri sono distribuiti su tre righe: su quella superiore sono posizionate a sinistra le lettere "FL" e a destra (dal 1987) un adesivo bianco con le ultime due cifre in nero dell'anno di immatricolazione, un primo numero di due cifre occupa la riga centrale, un secondo numero di tre cifre quella inferiore. |

|  | Veicoli in dotazione ai pompieri, veicoli pubblici non adibiti al trasporto di merci o persone ma a lavori di ingegneria civile o strutturale, disboscamenti, manutenzione delle strade (es.: automezzi spazzaneve). Nero su azzurro. |

|  | Veicoli (inclusi rimorchi) eccezionali, per esempio escavatori, autogrù, mietitrebbia ecc., che non rispettano le norme generali in materia di peso e dimensioni a causa del loro design o della loro destinazione d'uso. Nero su marrone chiaro. Possono circolare solamente con apposita autorizzazione scritta. |

|  | Macchine agricole e forestali che non superino i 40 km/h. Nero su verde acqua. Ciascun veicolo è provvisto di un'unica targa su una linea, che può essere fissata davanti o sul retro. |

|  | Targhe ripetitrici. A partire da marzo 2022 i proprietari di autoveicoli possono farsi rilasciare una terza targa d'immatricolazione, con caratteri bianchi su fondo rosso, da fissare sul portabiciclette da gancio di traino. Fino ad allora doveva essere montata una targa ripetitrice nera se il portabici copriva la targa posteriore del veicolo. Emessa esclusivamente nel formato rettangolare standard (500 × 110 mm), questa targa supplementare dev'essere utilizzata insieme alla coppia di targhe ordinarie con fondo nero. |

|  | Targhe prova per concessionari. Bianco su nero. Si contraddistinguono per la numerazione seguita da un punto e dalla lettera U iniziale di Unternehmen, ossia in tedesco "società". Sono riservate a venditori autorizzati e a proprietari di concessionarie con licenza commerciale. |

|  | Targhe provvisorie per periodi lunghi. Bianco su nero. Non devono essere restituite all'ufficio che le ha emesse. Su quelle anteriori al posto dello stemma c'è un punto. Nella tabella rettangolare rossa a destra viene indicato con un numero nero il mese di scadenza (da "1" = gennaio a "12" = dicembre) sopra le ultime due cifre dell'anno di validità, bianche, di dimensioni ridotte e ripetute 44 volte. Se il dazio non è stato pagato, a destra del rettangolo si trova la lettera Z, che sta per Zollschild, ovverosia "targa doganale"; lo stemma è impresso anche sulle targhe anteriori. |

|  | Targhe provvisorie per periodi brevi, di solito con validità di un giorno ma prorogabile fino a 96 ore. Giallo su nero. Devono essere utilizzate esclusivamente per tragitti esentasse e apposte su veicoli omologati per un massimo di otto persone e non a noleggio. Sono valide soltanto in Svizzera e Liechtenstein. |

|  | Targhe temporanee per periodi lunghi assegnate a rimorchi trainati da autovetture o autocarri. Bianco su nero. Come nelle targhe d'immatricolazione analoghe per gli autoveicoli, recano la tabella rettangolare (sulla riga inferiore, dopo le cifre) con l'indicazione dell'anno e del mese di scadenza della validità. |

|  | Targhe temporanee per periodi lunghi assegnate a motoveicoli. Bianco su nero o nero su giallo, a seconda che vengano fissate su motocicli o motocicli leggeri (vd. sopra). Sulla riga inferiore, a destra della numerazione, recano la tabella con l'indicazione dell'anno e del mese di scadenza della validità. |

|  | Rimorchi leggeri per motocicli. I colori e le misure sono uguali a quelli delle targhe per motocicli; le lettere "FL" hanno le stesse dimensioni delle cifre. |

## Targhe cessate

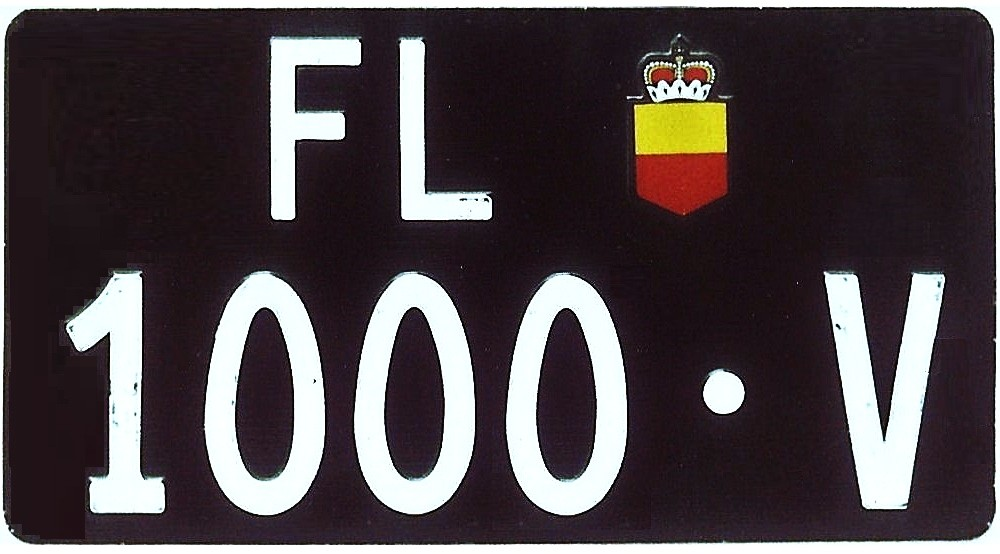
Formato emesso dal 1977 al 2001 per veicoli a noleggio

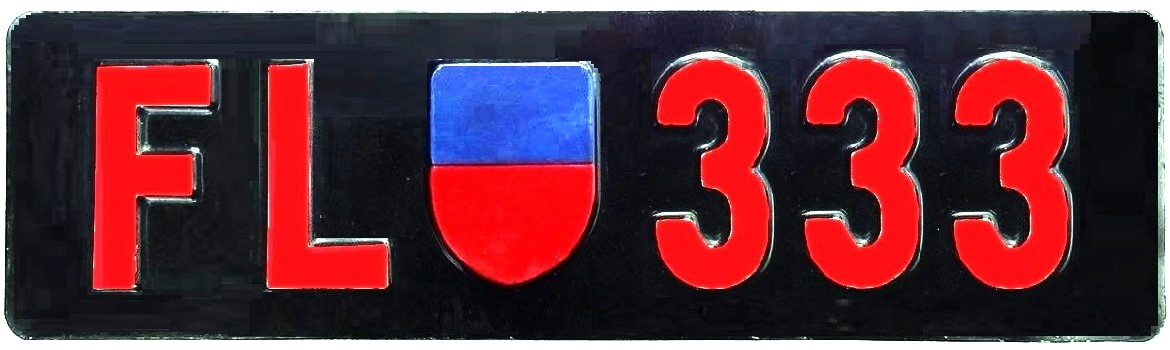
Targa prova del tipo terminato nel 1977

- Dal 1977 al 2001 il Liechtenstein emise targhe speciali per veicoli a noleggio, contraddistinte dalla lettera V, che sta per "noleggio" (in tedesco: Vermietung), a destra delle cifre. Dal 2001 i veicoli a noleggio del principato utilizzano nuovamente le targhe standard, come prima del 1977[5].
- Dal 1933 al 1977 vennero emesse le cosiddette "targhe prova" per autoveicoli e motocicli. Furono poi sostituite dalle attuali targhe temporanee per concessionari (con la lettera "U" in coda alla numerazione). Erano disponibili anche per le case automobilistiche per i test drive dei veicoli prodotti, unitamente a un documento d'immatricolazione collettivo. Le targhe avevano serie normali (senza la "U") ed erano di metallo con un colore di base nero, ma le lettere e le cifre erano di colore rosso anziché bianco[6].

### Biciclette

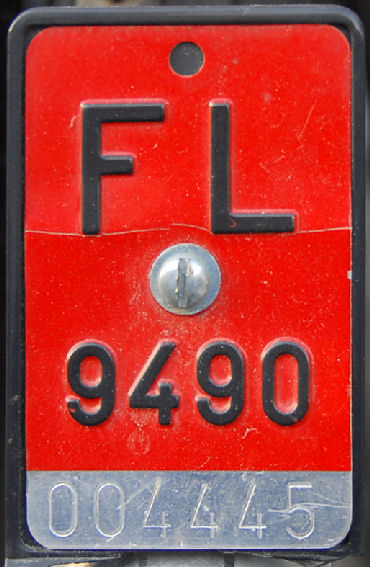
Targa di una bicicletta del tipo emesso nel comune di Vaduz (numero 9490) dal 1987 al 2011

Presumibilmente dal 1977, come in Svizzera, anche in Liechtenstein erano obbligatorie targhe d'immatricolazione per biciclette, le quali erano di metallo fino al 2004, quando vennero sostituite da adesivi. Fino al 1987 il colore dello sfondo era variabile; quello dei caratteri poteva essere nero, bianco o giallo oro. La sigla internazionale FL generalmente occupava la linea superiore e sormontava le ultime due cifre dell'anno di validità, a volte tuttavia l'ordine era invertito: cifre in alto e lettere FL in basso. Sul margine inferiore era impresso un numero seriale di dimensioni ridotte che negli anni Settanta consisteva in quattro o cinque cifre, che saranno sempre sei negli anni Ottanta. 
Dal 1987 al 2011 (anno in cui queste targhe non furono più emesse) bordo e caratteri furono invariabilmente neri su fondo rosso; le lettere FL erano posizionate sopra un numero di quattro cifre corrispondente al codice postale del comune o della località (vd. tabella). Sul margine inferiore si trovava una numerazione seriale composta da sei cifre bianche su una banda orizzontale di colore argento.

#### Codici postali e comuni o località corrispondenti
| Codice postale | Comune/località | Codice postale | Comune/località | Codice postale | Comune/località |
| -------------- | --------------- | -------------- | --------------- | -------------- | --------------- |
| 9485           | Nendeln         | 9486           | Schaanwald      | 9487           | Gamprin         |
| 9488           | Schellenberg    | 9489           | non utilizzato  | 9490           | Vaduz           |
| 9491           | Ruggell         | 9492           | Eschen          | 9493           | Mauren          |
| 9494           | Schaan          | 9495           | Triesen         | 9496           | Balzers         |
| 9497           | Triesenberg     |                |                 |                |                 |